# Jean-Marie Souriau
Jean-Marie Souriau (Paris, 3 de junho de 1922 — Aix-en-Provence, 15 de março de 2012) foi um matemático francês.
Conhecido por trabalhos em geometria simplética, da qual foi um dos pioneiros. Publicou diversos trabalhos, um tratado sobre relatividade e outro sobre mecânica. Desenvolveu o aspecto simplético da mecânica clássica e da mecânica quântica. Seu trabalho inclui a primeira interpretação do spin e diversos conceitos fundamentais, como representação coadjunta de um grupo sobre seu espaço de momentos, o mapeamento do momento, prequantização (quantização geométrica), classificação de topologia simplética homogênea, espaços difeológicos, etc.

## Obras
- Calcul linéaire, P.U.F., Paris, 1964
- Géométrie et relativité, Hermann, 1964
- Structure des systèmes dynamiques, Dunod, Paris, 1970
- Structure of Dynamical Systems, Birkhäuser, Boston, 1997